# Academia Florimontana
La Academia Florimontana fue una academia literaria fundada en 1606/1607 en Annecy (Saboya), por San Francisco de Sales, Honoré d'Urfé y por Antonio Favra. 
Solo duró lo que sus fundadores (desaparecido en 1610), pero de su seno salió uno de los que fundaron la Academia Francesa.[¿quién?] Fue reactivada en 1851.